# Ян Вінесе
Ян Вінесе (нід. Jan Wienese, 4 червня 1942) — нідерландський академічний веслувальник.
Олімпійський чемпіон 1968 року в одиночці.
Срібний призер Чемпіонату світу 1966 року в одиночці.
Бронзовий призер Чемпіонату Європи 1965, 1967 років в одиночці.